# Kirche Kraase

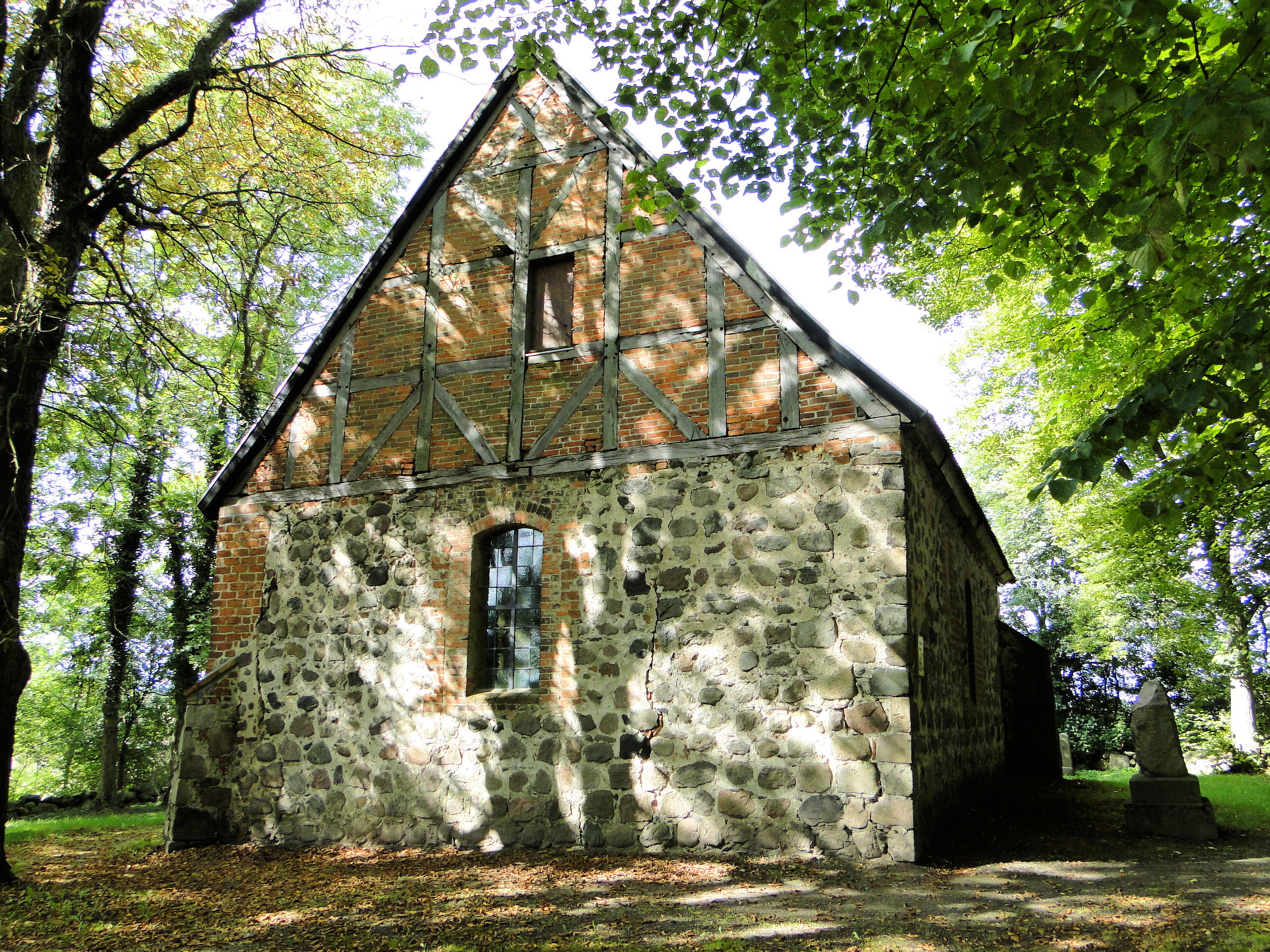
Evangelische Kirche in Kraase

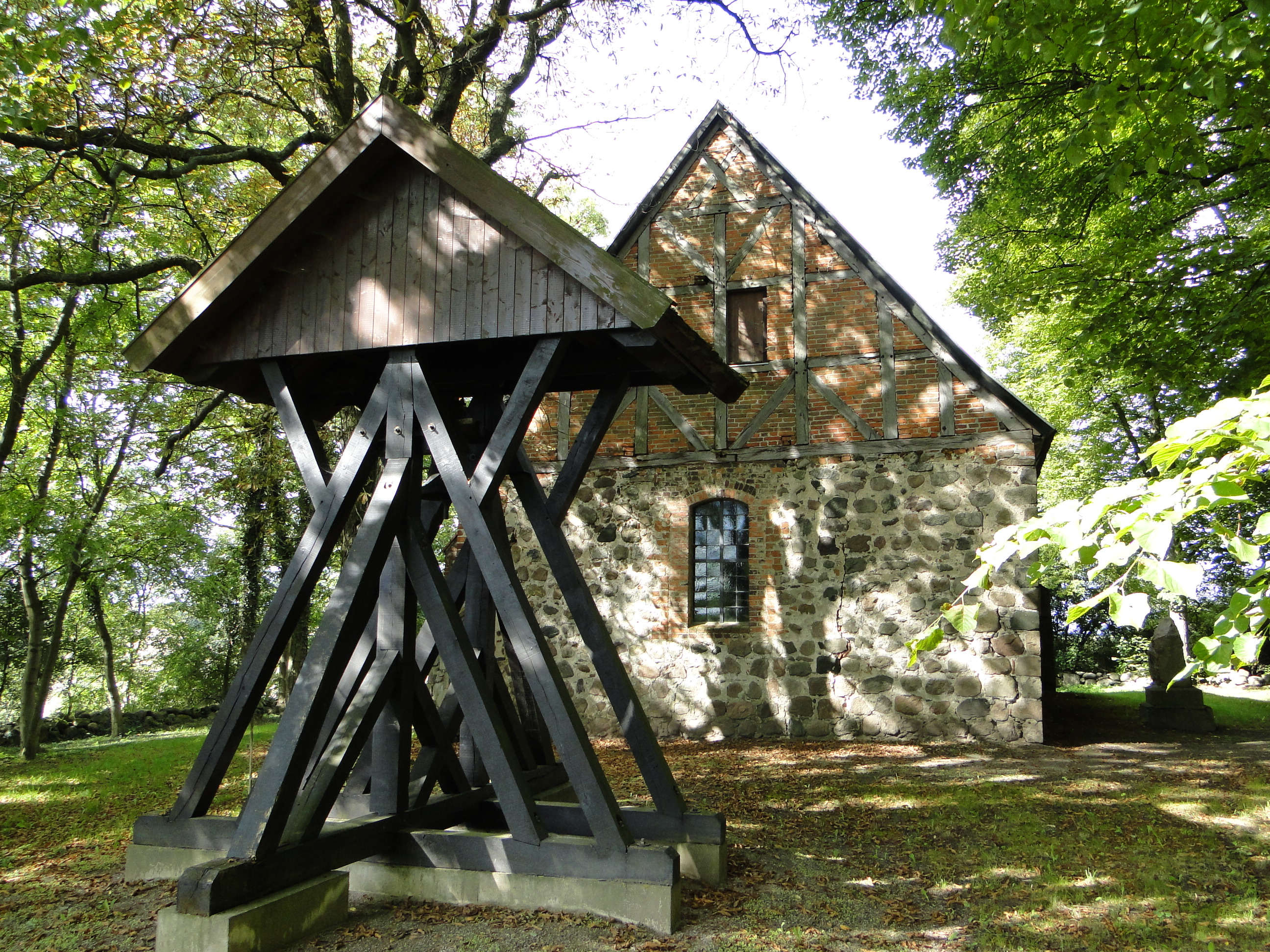
Glockenstuhl

Die Kirche Kraase ist ein denkmalgeschütztes Kirchengebäude in Kraase, einem Ortsteil von Möllenhagen, im Landkreis Mecklenburgische Seenplatte (Mecklenburg-Vorpommern).

## Geschichte und Architektur
Die flachgedeckte Saalkirche wurde am Ende des 13. Jahrhunderts in Feldstein errichtet und ist eine der ältesten Feldsteinkirchen ihrer Bauart. Sie steht außerhalb des heutigen Dorfes, umgeben von alten Bäumen, auf einer Anhöhe. Der Fachwerkgiebel und die Fenster wurden in der Mitte des 18. Jahrhunderts erneuert. Die Längsseiten sind durch je einen Stützpfeiler gegliedert. Das frühgotische Südportal ist ursprünglich erhalten, das Nordportal wurde zugesetzt. In den Innenraum wurde eine bemalte flache Balkendecke eingezogen. Die restaurierten Malereien stammen aus dem 18. Jahrhundert. Die ehemalige Patronatsloge wurde abgebrochen. Die Kirche wurde nach einer längeren, umfangreichen Renovierung im Jahr 2003 neu geweiht. 2024 wurden der Dachstuhl und die Fachwerkgiebel saniert und das Dach mit Biberschwanzziegeln neu eingedeckt.
Der Glockenstuhl aus Holz steht separat, er wurde 2003 erneuert. In ihm hängt eine Glocke, die im 15. Jahrhundert aus Bronze gegossen wurde. 1902 waren hier noch zwei Glocken, von denen die eine 1787 von J.C. Meyer in Neustrelitz und die andere 1841 von Johann Carl Ludwig Illies in Waren gegossen worden waren.
Gegenüber der Kirche befindet sich ein Friedhof, er ist von einer Feldsteinmauer umschlossen.

## Ausstattung
- Der Predigtstuhl der Kanzel steht auf einem Block von gemauerten Steinen.
- Die Schnitzfiguren sind Arbeiten des 15. Jahrhunderts. Es sind eine Marienkrönung und fünf Heiligenfiguren erhalten.
- Es gibt vier Epitaphe, eines der Familie C. Dähn von 1721 und drei der Familie Langhoff von der Mitte des 18. Jahrhunderts.
- Die schlichte Ausstattung erschien Friedrich Schlie ohne Bedeutung[1].

## Gemeinde
Seit ihrer Gründung war die Kirche in Kraase Filialkirche von Varchentin. Heute gehört sie als Filialkirche von Möllenhagen mit dieser zur verbundenen Kirchgemeinde Möllenhagen/Ankershagen. Sie ist Teil der Kirchenregion Stavenhagen in der Propstei Neustrelitz, Kirchenkreis Mecklenburg der Evangelisch-Lutherischen Kirche in Norddeutschland.